# Combrailles (Puy-de-Dôme)
Para otros usos de la palabra, véase Combrailles (desambiguación)
 Combrailles  es una población y comuna francesa, situada en la región de Auvernia, departamento de Puy-de-Dôme, en el distrito de Riom y cantón de Pontaumur.

## Demografía
| 714 | 660 | 634 | 800 | 851 | 790 | 825 | 832 | 771 | 705 | 703 | 658 | 650 | 652 | 641 | 634 | 621 | 579 | 545 | 495 | 471 | 460 | 432 | 407 | 383 | 333 | 326 | 302 | 241 | 231 | 220 | 202 |
| Para los censos de 1962 a 1999 la población legal corresponde a la población sin duplicidades (Fuente: INSEE [Consultar]) |     |     |     |     |     |     |     |     |     |     |     |     |     |     |     |     |     |     |     |     |     |     |     |     |     |     |     |     |     |     |     |